# Desalquilación

Grupo metilo CH_{3} (alquilo) en rojo, unido a una cadena de cinco átomos de carbono (pentano), formando el 3-metilpentano.

La desalquilación o dealquilación es el proceso químico por el cual se suprime el radical alquilo de una molécula. Si el grupo alquilo va unido a un átomo de oxígeno, se llama O-desalquilación, N-desalquilación si va unido a un átomo de nitrógeno y S-desalquilación si es de azufre. La alquilación tiene importancia en farmacología, por constituir una de las vías habituales de biotransformación de fármacos. El proceso inverso a la desalquilación es la alquilación que consiste en añadir un grupo alquilo a una molécula.

## Desalquilación oxidativa
- N-desalquilación. R-CH2-CH2-NH-CH3 + O → R-CH2-CH2-NH2 + HCHO

- O-desalquilación. R-CH2-CH2-O-CH3 + O → R-CH2-CH2-OH + HCHO